# فارس عاشور
فارس عاشور (22 مايو 1977 -)، ممثل ويوتيوبر كويتي. بدأ التمثيل في عام 2005 وشارك بالعديد من الأعمال التلفزيونية والمسرحية. بعد مشاركته في مسلسل إلين اليوم في عام 2013 ابتعد عن التمثيل. ولكنه لم يختفي عن الظهور حيث عاد كيوتيوبر في قناة حملت اسمه على موقع اليوتيوب.

## أعماله

### المسلسلات
| سنة الإنتاج | المسلسل                | بمشاركة                                                                                           |
| ----------- | ---------------------- | ------------------------------------------------------------------------------------------------- |
| 2005        | نقطة تحول              | إبراهيم الحربي، باسمة حمادة، أحمد السلمان، إبراهيم الزدجالي، عبير الجندي، شيماء علي               |
| 2006        | أحلام لا تعرف الدموع   | عبد الرحمن الخطيب، إلهام الفضالة، منى عبد المجيد، محمد العجيمي، بثينة الرئيسي                     |
| 2006        | بسمة ألم               | إبراهيم الحربي، بدرية أحمد، يعقوب عبد الله، شفيقة يوسف، منى عبد المجيد، بثينة الرئيسي             |
| 2006        | راح اللي راح           | أحمد السلمان، أحمد مساعد، ليلى السلمان، عبير الجندي، عبير أحمد                                    |
| 2007        | بيت من ورق             | إبراهيم الحربي، باسمة حمادة، مشاري البلام، أحمد مساعد                                             |
| 2007        | زهور عمري              | ليلى السلمان، إلهام الفضالة، عبد الإمام عبد الله، مشاري البلام                                    |
| 2008        | بعد منتصف الخوف        | إبراهيم الحربي، عبد الإمام عبد الله، أحمد السلمان، ليلى السلمان، يعقوب عبد الله، لمياء طارق، صمود |
| 2008        | دار الهوا              | علي جمعة، بدرية أحمد، أحمد مساعد، منى عبد المجيد، إبراهيم الزدجالي، مشاعل الزنكوي                 |
| 2009        | امرأة وأخرى            | عبد العزيز جاسم، مشاري البلام، فاطمة عبد الرحيم، طيف، سلمى سالم، ملاك                             |
| 2011        | بوكريم برقبته سبع حريم | سعد الفرج، إبراهيم الحربي، إلهام الفضالة، لمياء طارق، شجون الهاجري، هبة الدري                     |
| 2013        | إلين اليوم             | إبراهيم الحربي، إلهام الفضالة، خالد أمين، أحمد السلمان، ملاك، هيا عبد السلام                      |

### في المسرح
| سنه الإنتاج | اسم المسرحية        | بمشاركة |
| ----------- | ------------------- | --- |
| 2005        | الفتيان والقرصان    | مشاري البلام، يعقوب عبد الله، محمود بوشهري، شجون الهاجري، مي عبد الله                                                |
| 2006        | الوالي والحطاب      | محمود بوشهري، محمد الشطي، بدر الشرقاوي، شيماء علي، غالية الكاشف                                                      |
| 2008        | مولود في حبة فياغرا | محمد العجيمي، بدرية أحمد، عماد العكاري، هاني مطر                                                                     |
| 2008        | أولى أول            | إلهام الفضالة، مشاري البلام، يعقوب عبد الله، شجون الهاجري، شيماء علي، محمود بوشهري                                   |
| 2009        | مدينة الظلام        | إلهام الفضالة، مشاري البلام، شجون الهاجري، فاطمة الصفي، شيماء علي، محمود بوشهري، هيا عبد السلام، فهد باسم، طلال باسم |
| 2011        | بلاد العجايب        | يعقوب عبد الله، هند البلوشي، مرام البلوشي، حمد العماني                                                               |

## وصلات خارجية
- فارس عاشور على موقع قاعدة بيانات الأفلام العربية